# Liste d'écrivains guinéens
Cette liste d'écrivains guinéens, du pays ou de la diaspora, en toute langue, est non exhaustive, et à compléter.

## Liste alphabétique
- Kesso Barry (1948– ), autobiographe également associé au Sénégal
- Saïdou Bokoum (1945– ), romancier
- Sory Camara, anthropologue
- Ahmed Tidjani Cissé (1942– ), dramaturge
- Koumanthio Zeinab Diallo (1956–), poète et romancier
- Alioum Fantouré (1938– ), économiste et romancier
- Keita Fodeba (1921-1969), acteur, homme politique et écrivain
- Lansiné Kaba, historien[1]
- Kadiatou Kaba, écrivaine et journaliste guinéenne[2]
- Fodéba Keïta (1924-1969), poète et danseur
- Siré Komara (1991– ), romancier : Mes Racines[3]
- Camara Laye (1928-1980), romancier : L'Enfant noir
- Tierno Monénembo (1947– ), romancier : The Oldest Orphan, Les Écailles du ciel, Peulorihno, Le Roi de Kahel
- Condetto Nénékhaly-Camara (1930-1972), poète et dramaturge
- Djibril Tamsir Niane (1932–), romancier et historien
- Williams Sassine (1944–1997), romancier de langue française
- Sékou Touré (1922-1984), homme politique, écrivain politique et poète occasionnel
- Mamadou Traoré, dit Ray Autra (né en 1916), professeur et poète
- Saikou Oumar Baldé (1988- ), Politologue, Enseignant-chercheur, Docteur en science politique

## Liste chronologique

### 1910
- Mamadou Traoré, dit Ray Autra (né en 1916)[4],[5], professeur et poète

### 1920
- Keita Fodeba (1921-1969), acteur, homme politique et écrivain
- Sékou Touré (1922-1984), homme politique, écrivain politique et poète occasionnel
- Fodéba Keïta (1924-1969), poète et danseur
- Camara Laye (1928-1980), romancier : L'Enfant noir

### 1930
- Condetto Nénékhaly-Camara (1930-1972), poète et dramaturge
- Djibril Tamsir Niane (1932-2021), romancier et historien
- Alioum Fantouré (1938-), économiste et romancier
- Sory Camara (1939-2017)[6], anthropologue, Paroles de nuit ou l'Univers imaginaire des relations familiales chez les Mandenka (1978), Grain de vision (1994), Vergers de l'aube (2001)

### 1940
- Sikhé Camara (1921-)
- Lansiné Kaba (1941-), historien[1], The Wahhabiyya (1974), La Guinée dit non à de Gaulle (1989), Cheikh Mouhammad Chérif et son temps ou Islam et société à Kankan, Guinée, 1874-1955 (2004)
- Ahmed Tidjani Cissé (1942-), dramaturge
- Williams Sassine (1944–1997), romancier de langue française
- Saïdou Bokoum (1945-), romancier
- Tierno Monénembo (1947-), romancier : The Oldest Orphan, Les Écailles du ciel, Peulorihno, Le Roi de Kahel
- Kesso Barry (1948-), autobiographe également associé au Sénégal

### 1950
- Koumanthio Zeinab Diallo (1956–), poète et romancier
- Dohia Mamadou Traoré (1955-)[7], L'Afrique est-elle le fardeau de l'humanité ? (2014)

### 1970
- Ibrahima Sory Sakho (1981-), Juriste, enseignant et romancier. Auteur de : Mots et pensée (2008)[8] et Les audaces de l'amour 2021[9].

### 1990
- Siré Komara (1991-), romancière : Mes Racines (2006)[3], Le téléphone de Siré (2006)

### 2010
- Saikou Oumar Baldé (2018), Elections et démocratie locale en Guinée: l'approche heuristique d'une démocratie par le bas[10], Harmattan Paris.

### 2020
- Cœur meurtri (2021) de Kadiatou Kaba aux éditions Innove Edition Guinée.
- Saikou Oumar Baldé (2021) : A quoi servent les élections en Guinée ? Enquête multidimensionnelle sur les pratiques et vicissitudes électorales[11], Paris, Les Impliqués.
- Saikou Oumar Baldé (2023) : Quelles perspectives pour les processus électoraux en République de Guinée[12] ? (Codirection), Paris, Les Editions du Panthéon.
- Saikou Oumar Baldé (2023), Dictionnaire des partis politiques en république de Guinée[13], Paris, Les Editions du Panthéon.